# Baugy (Cher)
Baugy és un municipi francès, situat al departament de Cher i a la regió de Centre – Vall del Loira. L'any 2007 tenia 1.269 habitants.

## Demografia

### Població
El 2007 la població de fet de Baugy era de 1.269 persones. Hi havia 531 famílies, de les quals 167 eren unipersonals (65 homes vivint sols i 102 dones vivint soles), 155 parelles sense fills, 180 parelles amb fills i 29 famílies monoparentals amb fills.
La població ha evolucionat segons el següent gràfic:
Habitants censats

### Habitatges
El 2007 hi havia 620 habitatges, 548 eren l'habitatge principal de la família, 19 eren segones residències i 54 estaven desocupats. 567 eren cases i 50 eren apartaments. Dels 548 habitatges principals, 365 estaven ocupats pels seus propietaris, 172 estaven llogats i ocupats pels llogaters i 11 estaven cedits a títol gratuït; 6 tenien una cambra, 30 en tenien dues, 73 en tenien tres, 182 en tenien quatre i 258 en tenien cinc o més. 408 habitatges disposaven pel capbaix d'una plaça de pàrquing. A 252 habitatges hi havia un automòbil i a 228 n'hi havia dos o més.

### Piràmide de població
La piràmide de població per edats i sexe el 2009 era:
| Homes | Edats   | Dones |
| ----- | ------- | ----- |
| 0     | 95 o +  | 4     |
| 0     | 90 a 94 | 0     |
| 8     | 85 a 89 | 16    |
| 12    | 80 a 84 | 20    |
| 36    | 75 a 79 | 28    |
| 24    | 70 a 74 | 48    |
| 32    | 65 a 69 | 20    |
| 32    | 60 a 64 | 32    |
| 28    | 55 a 59 | 32    |
| 40    | 50 a 54 | 44    |
| 32    | 45 a 49 | 32    |
| 44    | 40 a 44 | 36    |
| 28    | 35 a 39 | 56    |
| 52    | 30 a 34 | 36    |
| 20    | 25 a 29 | 32    |
| 32    | 20 a 24 | 20    |
| 16    | 15 a 19 | 44    |
| 44    | 10 a 14 | 24    |
| 56    | 5 a 9   | 32    |
| 24    | 0 a 4   | 44    |

## Economia
El 2007 la població en edat de treballar era de 769 persones, 584 eren actives i 185 eren inactives. De les 584 persones actives 514 estaven ocupades (274 homes i 240 dones) i 70 estaven aturades (32 homes i 38 dones). De les 185 persones inactives 80 estaven jubilades, 49 estaven estudiant i 56 estaven classificades com a «altres inactius».

### Ingressos
El 2009 a Baugy hi havia 579 unitats fiscals que integraven 1.402,5 persones, la mediana anual d'ingressos fiscals per persona era de 17.088 €.

### Activitats econòmiques
Dels 93 establiments que hi havia el 2007, 2 eren d'empreses extractives, 3 d'empreses alimentàries, 3 d'empreses de fabricació d'altres productes industrials, 14 d'empreses de construcció, 20 d'empreses de comerç i reparació d'automòbils, 3 d'empreses de transport, 4 d'empreses d'hostatgeria i restauració, 8 d'empreses financeres, 9 d'empreses immobiliàries, 7 d'empreses de serveis, 12 d'entitats de l'administració pública i 8 d'empreses classificades com a «altres activitats de serveis».
Dels 31 establiments de servei als particulars que hi havia el 2009, 1 era una oficina d'administració d'Hisenda pública, 1 gendarmeria, 1 oficina de correu, 3 oficines bancàries, 2 tallers de reparació d'automòbils i de material agrícola, 2 paletes, 2 guixaires pintors, 1 fusteria, 5 lampisteries, 3 electricistes, 3 perruqueries, 1 veterinari, 2 restaurants, 2 agències immobiliàries, 1 tintoreria i 1 saló de bellesa.
Dels 9 establiments comercials que hi havia el 2009, 1 era un hipermercat, 2 fleques, 1 una fleca, 1 una peixateria, 1 una llibreria, 1 una botiga de roba, 1 una sabateria i 1 una joieria.
L'any 2000 a Baugy hi havia 27 explotacions agrícoles que ocupaven un total de 2.934 hectàrees.

## Equipaments sanitaris i escolars
L'únic equipament sanitari que hi havia el 2009 era una farmàcia.
El 2009 hi havia 1 escola maternal i 1 escola elemental.

## Poblacions més properes
El següent diagrama mostra les poblacions més properes.